# عقاب (راکت)
عقاب یک راکت توپخانه‌ای ایرانی ۲۳۰ میلی‌متری غیر هدایت شونده و با برد ۴۵-۳۴ کیلومتر است. این راکت دارای چرخش تثبیت شده در پرواز بوده اما یک دایره خطای (اصابت) بیش از ۵۰۰ متر دارد که آن را به یک سلاح بسیار غیر دقیق تبدیل کرده‌است. این راکت یک کلاهک انفجاری ۷۰ کیلوگرمی تکه تکه شونده دارد هر چند که ممکن است قادر به حمل کلاهک شیمیایی نیز باشد. براساس منابع آمریکایی، مدل تغییر یافته و اصلاح شده‌ای از این راکت ساخته و توسعه یافته که می‌تواند توسط هواپیماهای اف-۱۴ تام‌کت و اف-۴ فانتوم نیروی هوایی ایران حمل و شلیک گردد. پرتاب‌کننده آن یک لانچر سه‌گانه بالا رونده است که بر روش مونتاژ بروی یک شاسی کامیون مرسدس بنز LA ۹۱۹B ۴×۴ نصب شده‌است. این راکت در سال ۱۹۸۵ هم‌زمان با جنگ ایران و عراق بر اساس قراردادی با مقامات جمهوری خلق چین بر اساس راکت ۲۷۳ میلی‌متری تایپ-۸۳ ساخت چین طراحی و یک سال بعد مورد استفاده نیروهای ایرانی برای بمباران بصره قرار گرفت.

## تاریخچه
این موشک از موشک توپخانه‌ای نوع 83 چین در طول جنگ ایران و عراق و با کمک جمهوری خلق چین بر اساس توافقنامه ای که در سال 1985 به امضا رسید، ساخته شد. این موشک در سال 1986 وارد خدمت شد و بلافاصله در نبرد در حمله به منطقه مورد استفاده قرار گرفت. طبق گزارش ها شهر بصره عراق در دسامبر 1986، هدف حدود 260 تا 270 راکت عقاب قرار گرفت. برد کوتاه این موشک، استفاده از آن برای ایران را به حملات به شهرهای مرزی عراق محدود می‌کرد و دقت آن بسیار کمتر از گلوله‌های توپخانه بود.

## کاربرد
عقاب مورد استفاده ارتش ایران و سپاه پاسداران بود. معروف است که این راکت به حزب الله لبنان هم صادر شده است. موشک حوثی النجم الثاقب نیز شباهت هایی به موشک عقاب دارد.